# Tom Bunk
Tomas Bunk, dit Tom Bunk (né en 1945) est un auteur de bande dessinée américano-allemand d'origine croate. 
Installé à Berlin en 1973, Bunk s'affirme rapidement comme l'un des piliers de la scène underground locale. En 1983, il s'installe à New York où il publie dans le magazine réputé Raw, dirigé par Art Spiegelman, et travaille comme celui-ci pour Topps Company. À partir de 1990, il contribue régulièrement au mensuel humoristique Mad.

## Distinction
- 2015 : prix Peng ! pour l'ensemble de son œuvre
- 2019 : Prix de la National Cartoonists Society 2018 de l'illustration de magazine